# Kolciuhîne (Kolciuhîne), Simferopol
Kolciuhîne (în ucraineană Кольчугине) este localitatea de reședință a comunei Kolciuhîne din raionul Simferopol, Republica Autonomă Crimeea, Ucraina.

## Demografie
Componența lingvistică a localității Kolciuhîne
     Rusă (60,01%)
     Tătară crimeeană (26,38%)
     Ucraineană (12,56%)
     Alte limbi (0,65%)
Conform recensământului din 2001, majoritatea populației localității Kolciuhîne era vorbitoare de rusă (60,01%), existând în minoritate și vorbitori de tătară crimeeană (26,38%) și ucraineană (12,56%).